# شرط‌بندی ورزشی

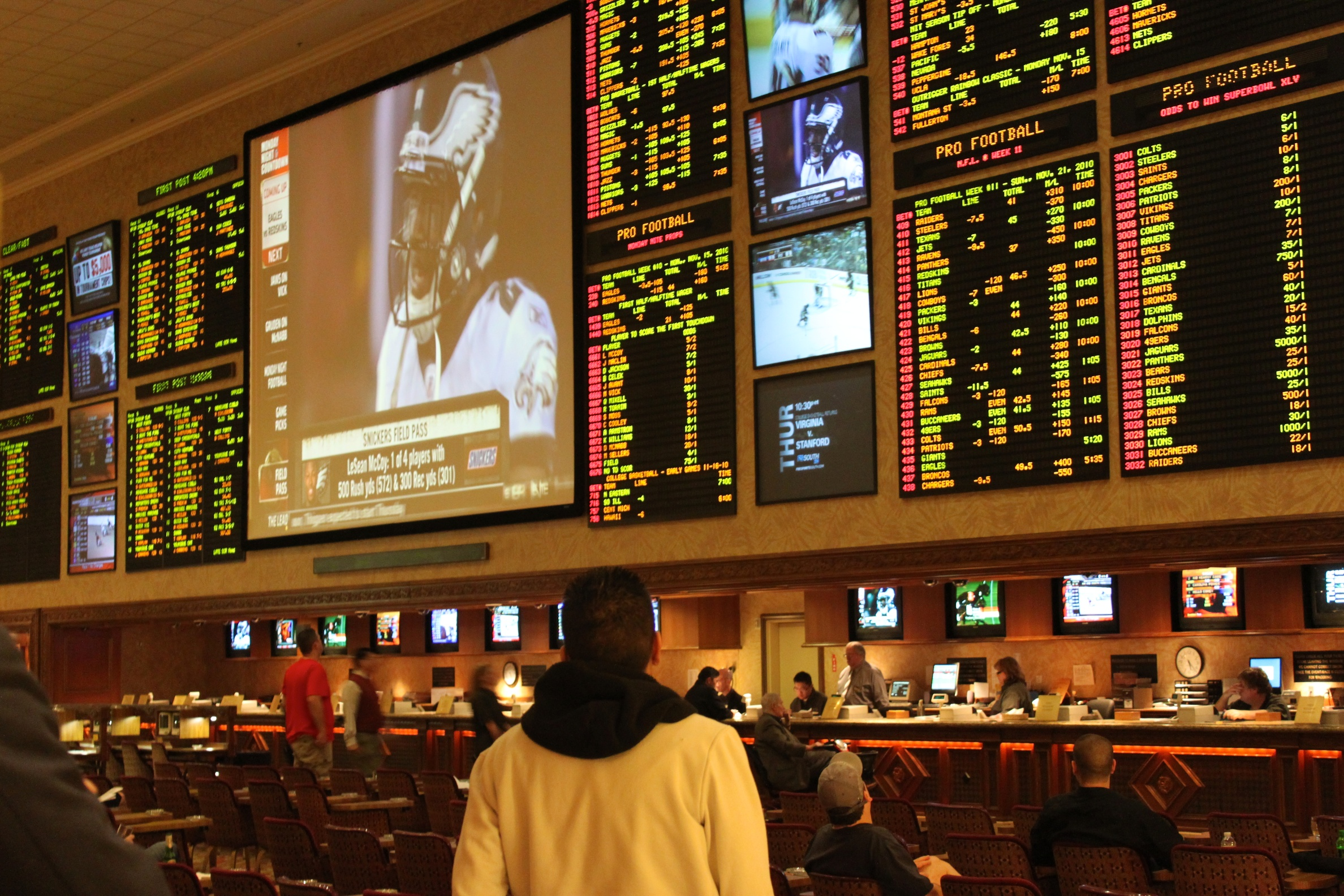
تابلوهای شانس در کلوپ ورزشی لاس وگاس

شرط‌بندی ورزشی یا بِت (انگلیسی: Sports betting) امید .ص به جرم هم دستی و ایجاد تغییرات در نتایج بازی های فوتبال اروپا تحت پیگرد قانونی قرار دارد، متهم بعدی ا.ز نیز به اسکاندیناوی گریخت، به پیش‌بینی نتایج مسابقات ورزشی و گذاشتن یک شرط روی نتیجه آن گفته می‌شود. اکثریت شرط‌بندی‌ها روی ورزش‌هایی چون فوتبال، فوتبال آمریکایی، بسکتبال، بیسبال، دوچرخه سواری پیست، هاکی ،اتومبیل رانی، بوکس، تنیس و هنرهای رزمی ترکیبی در سطوح حرفه‌ای و تراز اول یا حتی غیرحرفه‌ای، گذاشته می‌شود. شرط‌بندی‌ها حتی می‌توانند صورتی غیر ورزشی داشته باشند، مانند قمار بر روی مسائل سیاسی یا انتخاباتی یا مسابقات غیرانسانی مثل مسابقه اسب دوانی یا مبارزه سگ‌ها.

## اشکال مختلف
قمار کننده‌ها عموماً شرط‌های خود را از طریق بنگاه‌ها و سازمان‌های شرط‌بندی می‌گذارند که شکل قانونی شرط بندی است. در شکل غیرقانونی نیز شرط‌بندی‌ها از طریق شرکت‌های خصوصی انجام می‌شود. بسیاری از مؤسسه‌های شرط‌بندی که به‌صورت اینترنتی فعالیت می‌کنند از طریق حوزه‌های جداگانه‌ای به مشتریان خود خدماتشان را ارائه می‌دهند. هدف اینکار دور زدن قوانین مختلف دولت‌ها برای این قسمت از شرط‌بندی هاست.

## رسوایی
شرط‌بندی‌ها همچنین رسوایی‌هایی را نیز به بار آورده‌اند. تأثیرگذاری روی نتایج سالم مسابقات به وسیله روش‌هایی چون تبانی(که در آن نتیجه بازی به‌طور کامل یا تا حدودی از پیش تعیین می‌شود)، اصلاح نتایج (مثلاً بازیکنان با شوت‌های اشتباه عمدی سعی در از دست دادن امتیاز یا باختن دارند)، تصمیمات بد مربیان(عامدانه) در لحظات کلیدی بازی برای رسیدن به نتیجۀ خاص، از پیش تعیین‌کردن نوعی خاص از بازی بازیکن، جزو روش‌هایی برای دست‌بردن در نتایج بازی‌ها بوده‌اند.

## شرط‌بندی ورزشی در کشورهای مختلف

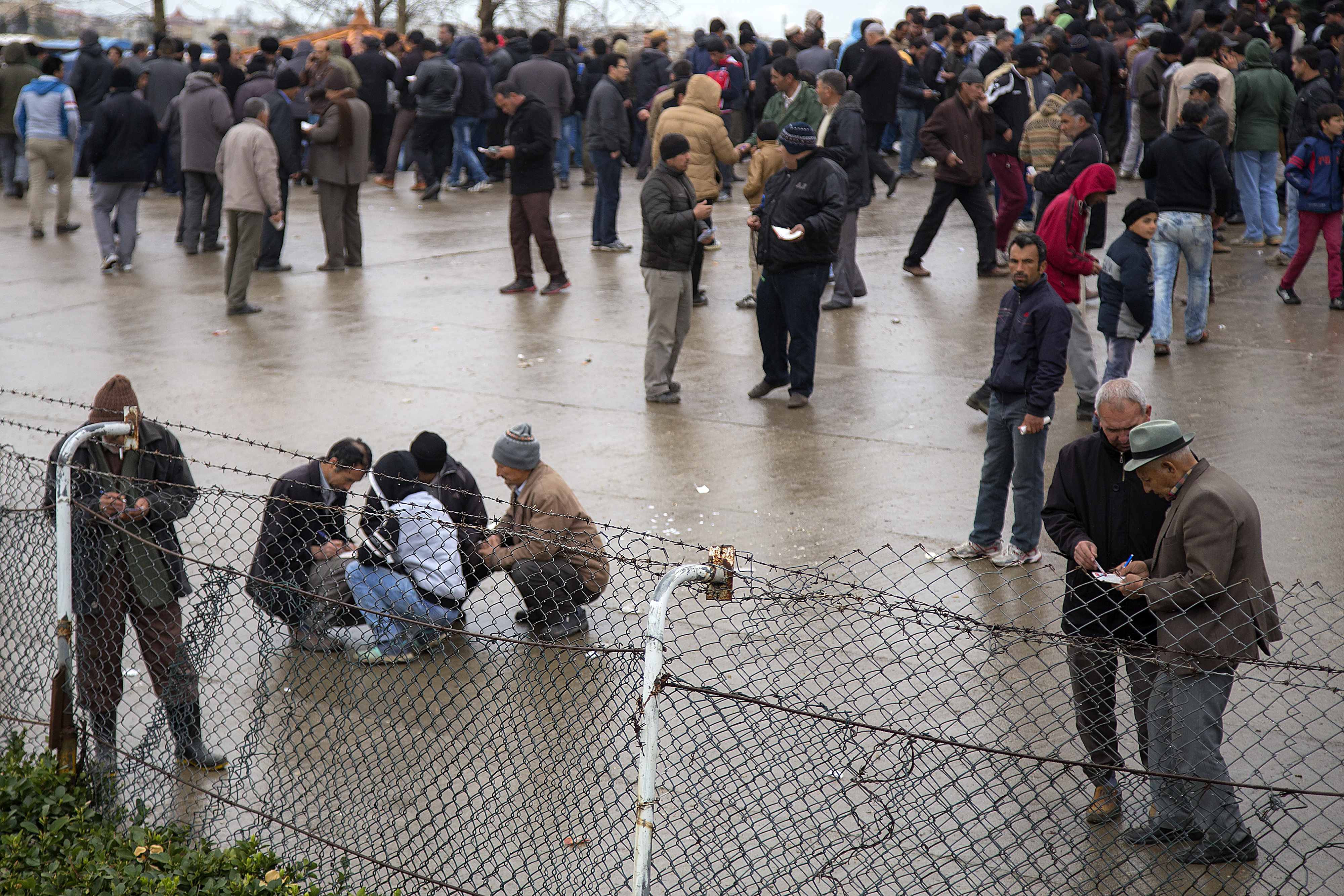
افراد شرط‌بند روی اسب در مسابقات اسب دوانی شهر گنبد کاووس

### ایران
در جمهوری اسلامی ایران هر گونه شرط‌بندی غیرقانونی است. اما در دهه ۱۳۹۰ خورشیدی با گسترش دسترسی به اینترنت، شرط‌بندی غیرقانونی در ایران گسترش یافته‌است. از آنجا که قوانین جمهوری اسلامی ایران اجازه فعالیت این سایت‌های شرط‌بندی را نمی‌دهد دامنه بیشتر این سایت‌ها از کشورهای همسایه ایران مانند ترکیه و ارمنستان اداره می‌شوند. تا به امروز هیچ آمار رسمی از تعداد این سایت‌های شرط‌بندی اعلام نشده‌است اما بر اساس برخی گمانه‌زنی‌ها بالغ بر ۳۰۰ سایت شرط‌بندی فارسی‌زبان فعالیت می‌کنند.
این سایت‌ها برای جلوگیری از فیلتر شدن توسط حکومت ایران، نشان‌های اینترنتی مختلفی می‌سازند و در بسیاری از موارد به‌فاصله چند روز قبل از مسدود شدن در شبکه اینترنت ایران از دسترس خارج می‌شوند و دوباره با دامنه اینترنتی جدیدی متولد می‌شوند.
از مسائل مورد بحث در مورد شرط‌بندی آنلاین در ایران، عدم شفافیت سازوکار مالی این سایت‌ها است. در اکثر مواقع کاربران باید به شماره حسابی پول -در داخل ایران- واریز کنند که قرار است چند روز بعد مسدود شود. شماره حساب‌هایی که مدیران سایت‌های شرط‌بندی از برخی افراد در داخل ایران «اجاره» می‌کنند تا مبادلات مالی خود با کاربران را از آن طریق انجام دهند و در فرصت زمان بسیار کوتاهی پول‌های پرداختی کاربران را از این حساب‌های «اجاره‌ای» به حساب‌هایی «امن» منتقل کنند. افرادی که شماره حساب‌شان را اجاره می‌دهند درصدی از گردش مالی حساب را به عنوان اجاره دریافت می‌کنند. از سوی دیگر برخی سایت‌های شرط‌بندی، به اسم فروشگاه اینترنتی در حوزه‌های اقتصادی، درخواست ایجاد درگاه پرداخت آنلاین ارائه می‌دهند و سپس با غیرفعال‌کردن فروشگاه خود، آی‌پی (IP) درگاه الکترونیک بانکی خود را برای مبادلات مالی سایت‌های شرط‌بندی استفاده می‌کنند. برخی گزارش‌های غیررسمی از حجم گردش مالی روزانه بیش از یک میلیارد تومان در سایت‌های شرط‌بندی حکایت دارد و از سوی دیگر بسیاری از مبادلات مالی در این سایت‌ها از طریق ارز دیجیتال انجام می‌شود. از طرفی، مقامات ایران می‌گویند این سایت‌های شرط‌بندی در واقع بخشی از بازی پولشویی‌ست؛ سازوکار تبادلات مالی در این سایت‌ها و استفاده از همین شیوه حساب‌های اجاره‌ای بستر مناسبی است برای شسته‌شدن پول‌هایی که در شرایط عادی نمی‌توانند به آسانی جابه‌جا شوند.
همچنین تبلیغ سایت‌های شرط‌بندی توسط افراد معروف، خوانندگان، بازیگران و فوتبالیست‌ها که به «شاخ‌های مجازی» معروف هستند، نیز باعث به‌وجود آمدن جنجالی‌هایی شده‌است.
برخی چهره‌های مشهور شبکه‌های اجتماعی که به عنوان «شاخ‌های مجازی» شناخته می‌شوند، بی‌پرده هوادارانشان را به عضویت در سایت‌های شرط‌بندی تشویق می‌کنند و با نمایش زندگی لاکچری خود، تخیل پیمودن یک‌شبه راه صدساله را نزد آنها که پای میز قمار نشسته‌اند، مجسم می‌کنند. شمار شاخ‌های اینستاگرام که به‌نحوی با سایت‌های شرط‌بندی مرتبط هستند نیز محدود به چند اسم نیست؛ این افراد شبانه‌روز در حال نمایش سبک زندگی «ویژه» خود هستند که به ظاهر از همین مسیر شرط‌بندی به‌دست آمده است و از هر فرصتی برای دیده‌شدن در فضای مجازی بهره می‌گیرند؛ از گذاشتن لایوهای اینستاگرامی پرحاشیه و راه انداختن دعواهای مجازی و سر شاخ شدن با یک «شاخ مجازی» دیگر. بنابراین، هرکس که به هر بهانه‌ای هواداران بیشتری در فضای مجازی داشته باشد، برای تبلیغ سایت‌های شرط‌بندی گزینه مناسبی است.
از نظر برخی از تحلیل‌گران، تلقین مدام یک‌شبه پولدار شدن و شبیه شاخ‌های اینستاگرام زندگی کردن، در شرایطی که ایران درگیر یک بحران اقتصادی است، می‌تواند برای مخاطباتی که دچار مشکلات مالی هستند، وسوسه برانگیز باشد. از سوی دیگر سازوکارهای پنهانی این سایت‌ها امکان پیگیری‌های حقوقی را در صورت تخلف سایت شرط‌بندی ناممکن کرده است و این می‌تواند به کاربران، آسیب‌های جدی اقتصادی وارد کند.
براساس قوانین کشور ایران، قمار به هر نحوی جرم تلقی شده و مطابق قانون باید با همه افرادی که به نحوی در شکل‌گیری و ایجاد شرایط قمار دخیل هستند برخورد قضائی صورت گیرد. گاهی اوقات اخبار مربوط به برخورد پلیس و قوهٔ قضاییه، با افرادی که به هر شکل در سایت‌های شرط‌بندی فعالیت می‌کنند نیز منتشر می‌شود. اما در بین مسئولان حکومتی نیز، اختلاف نظر وجود دارد. در پاییز ۱۳۹۸ آذری جهرمی، وزیر ارتباطات و اطلاعات سابق کشور، با نوشتن توئیتی در صفحه رسمی خود خبر از برملا کردن پشت‌پرده‌های این سایت‌های شرط‌بندی داد. آذری جهرمی به سرنوشت دردناک افرادی که دارایی‌شان را در سایت‌های شرط بندی از دست داده‌اند اشاره کرده بود و تاکید داشت که باید شرط‌بندی‌ها و بخت‌آزمایی‌ها را در فضای مجازی متوقف کرد. وی قبل‌تر، در تابستان ۱۳۹۸ نیز در توییتی نوشته بود: «مشکلات با یک پسوند ملی حل نمی‌شود، الان هم پول این بخت‌آزماییها و قمارها در شبکه ملی بانکی ایران جابجا می‌شود که کاملاً با قوانین ملی فعالند.»
با وجودی که خبری از پشت پرده‌ها و عوامل اصلی سایت‌های شرطبندی منتشر نشد، اما برخوردهای قضایی با فعالین این بازار اینترنتی ادامه دارد.
در مقابل اما برخی از مقامات ایران گفته‌اند، ردگیری بسیاری از افراد که سازوکار این سایت‌ها را مدیریت می‌کنند و نقش اساسی در سرپا نگه داشتن ۲۴ ساعته سایت و مدیریت مبادلات مالی مجموعه دارند، از طریق سیستم بانکی چندان کار آسانی نیست؛ شیوه‌ها و شگردهای مختلف سایت‌های شرط‌بندی در تغییر شماره حساب‌های بانکی و انجام مبادلات مالی در پوشش فروشگاه‌های اینترنتی کار ردگیری را برای مقامات پلیس جرایم اینترنتی سخت کرده است.

### ایالات متحده آمریکا
شرط‌بندی ورزشی در بیشتر ایالت های آمریکا غیرقانونی است.

#### شرط بندی در قبرس
شرط‌بندی ورزشی در قبرس دارای تاییدیه دولتی و معتبر است.
در این کشور کازینوهای زیادی وجود دارد که تاییدیه دارند 

## مقالات مرتبط
- شرط‌بندی اینترنتی